# Daneliya Tuleşova
Daneliya Aleksandrovna Tuleşova, conosciuta anche come Da NeL o semplicemente Daneliya (in kazako Данэлия Александровна Тулешова?; Astana, 18 luglio 2006), è una cantante kazaka.
Ha rappresentato il Kazakistan al Junior Eurovision Song Contest 2018 con il brano Äziñe sen.

## Biografia
Nata ad Astana, Daneliya Tuleşova è salita alla ribalta nel 2015 con la sua vittoria alle selezioni nazionali per il Children's New Wave, manifestazione internazionale dove ha vinto il premio del pubblico.
Nel 2017, Tuleşova ha partecipato alla competizione internazionale Hopes of Europe, dove ha vinto il primo premio. Alcuni mesi dopo, prende parte alle audizioni della quarta edizione ucraina di The Voice Kids. Alle blind auditions ha cantato Stone Cold di Demi Lovato, ricevendo il consenso da tutti i giudici ed entrando a far parte del team Monatyk. Ha quindi cantato nella fase dei live, fino ad arrivare alla finale, dove è stata proclamata vincitrice del programma presentando il suo singolo di debutto Drugie.
Nel 2018 le sono stati conferiti i premi Glimpse Into the Future e International Professional Music Premium Bravo Award nella città di Mosca. Inoltre, ha duettato con la cantante francese ZAZ, esibendosi con il brano Je veux.
Il 22 settembre 2018, dopo aver vinto la selezione nazionale organizzata dall'emittente Khabar Agency, la cantante è stata designata come prima rappresentante del Kazakistan al Junior Eurovision Song Contest 2018, con il brano Ózińe sen. Alla finale del contest, che si è tenuta a Minsk il successivo 25 novembre, si è piazzata al 6º posto su 20 partecipanti con 171 punti totalizzati.
L'anno successivo Daneliya Tuleşova ha partecipato al talent show internazionale The World's Best, dove è riuscita ad arrivare fra i primi otto.
Nel 2020, Tuleşova prende parte alla quindicesima edizione di America's Got Talent. Alle audizioni ha cantato Tears of Gold di Faouzia, dove ha ottenuto l'approvazione di tutti i giudici. Successivamente ha partecipato ai quarti di finale del programma, esibendosi con Sign of the Times di Harry Styles, conquistando un posto nelle semifinali grazie al televoto online. Dopo aver superato le semifinali con Who You Are di Jessie J, la Tuleşova ottiene un posto per la finale del programma dove si è esibita con Alive di Sia, senza però riuscire ad accedere alla super-finale a cinque.
Nel 2021 ha firmato un contratto discografico con l'etichetta statunitense 4 Chords Records, con cui ha pubblicato il singolo Like You Used To.

## Discografia

### Singoli
- 2016 – Kosmos
- 2016 – Drugie
- 2018 – Äziñe sen
- 2018 – Seize the Time
- 2019 – Kanikuly off-line (feat. AlvinToday)
- 2019 – Mama
- 2019 – Don't Cha
- 2020 – Glossy
- 2020 – Chzčzdz
- 2020 – Moj den'
- 2020 – OMG
- 2020 – Fire
- 2021 – Like You Used To
- 2021 – Lucky Me
- 2023 – Fck Hm
- 2023 – Main Event
- 2023 – Trouble
- 2023 – Tied
- 2024 – Cynical
- 2024 – It's Only Pain
- 2024 – Memories